# Château de la Bourbansais
Le château de la Bourbansais est un château ouvert au public situé à Pleugueneuc en Ille-et-Vilaine. Il est juxtaposé au zoo de la Bourbansais.

## Histoire

### Origine
Le château a été construit sur des vestiges gallo-romains.
Le château est construit en 1583 par Jean du Breil, seigneur de La Colombière en Pleugueuneuc.

### Jardin
Le jardin à la française est dessinés en 1745.

### Monuments historiques

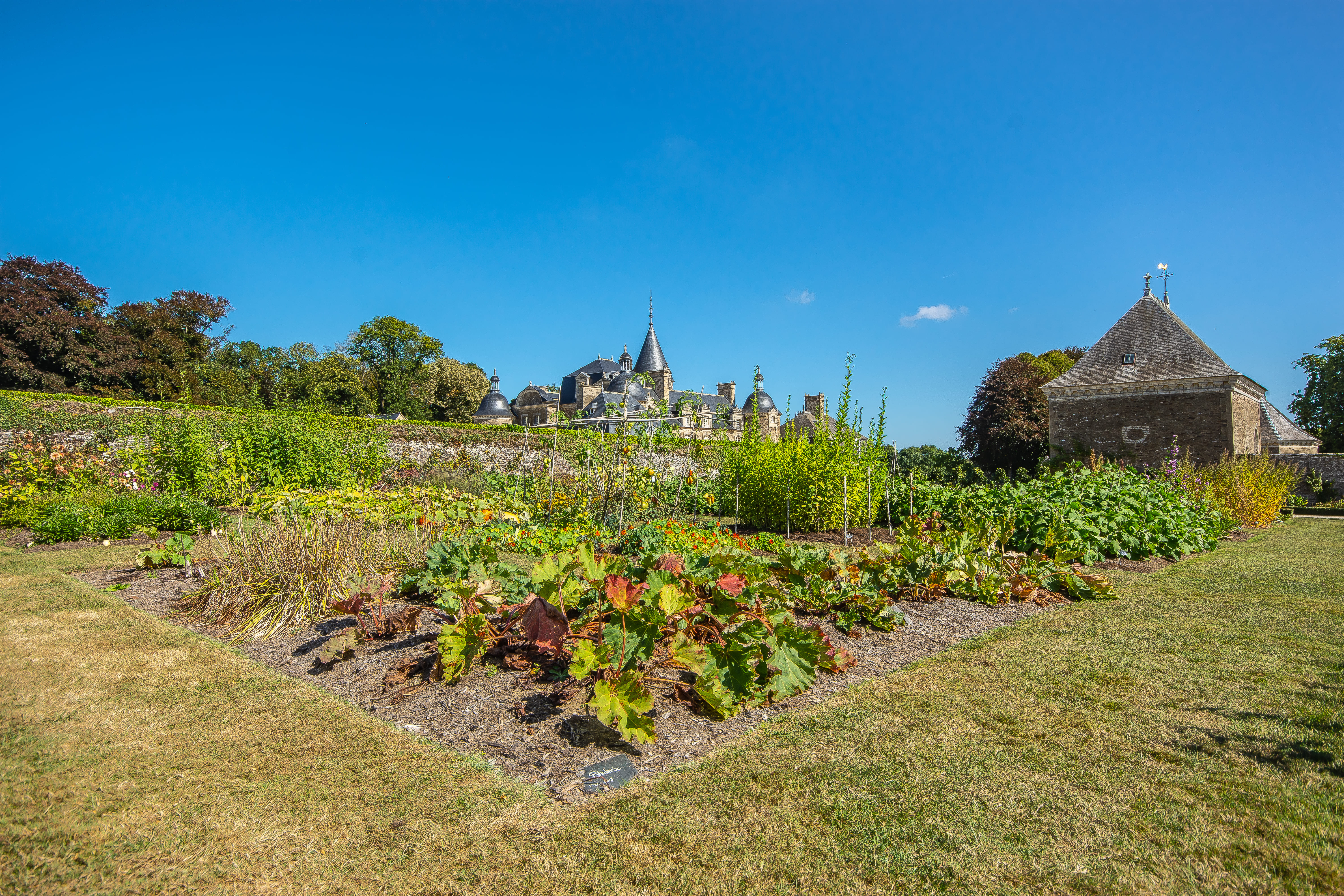
Jardin potager de La Bourbansais en 2022.

Le château fait l’objet d’un classement au titre des monuments historiques depuis novembre 1959.